# Prevost Island
Prevost Island ist eine 685 ha große Insel vor der Südostküste von Vancouver Island an der kanadischen Pazifikküste. Sie gehört zu den Gulf Islands in der Straße von Georgia; dabei liegt die Prevostinsel nahe Ganges Harbour und auf halbem Weg zwischen dem Südostende von Saltspring Island im Westen und dem Südende von Galiano Island im Osten. Die Insel wurde nach James Charles Prevost benannt, der britischer Commissioner von 1850 bis 1854 sowie von 1857 bis 1860 war und während dessen Dienstzeit es Grenzstreitigkeiten zwischen Kanada und den USA, dem „Schweinekrieg“, gab.

## Geschichte
Anfang der 1980er Jahre fand man auf der Insel einen vor allem aus Meerestieren bestehenden shell midden, einen Abfallhügel, der eine sehr frühe Nutzung der Insel belegt. Diese nach dem dänischen Begriff køkkenmøddinger bezeichneten Küchen-Abfallhaufen sind in der Region der Gulf Islands relativ häufig anzutreffen – etwa dreißig sind bekannt –, jedoch befindet sich der Hügel auf Prevost Island als einziger innerhalb der Gulf Islands National Park Reserve und zudem liegt er abseits der Küste. Daher könnte es sich um einen Ritualplatz oder einen Handelsplatz handeln. Die Tsawout First Nation geht davon aus, dass ihre Vorfahren diese historisch bedeutsamen Spuren hinterließen, die nun ausgegraben werden sollten. Daher nahmen 2013 neben zwölf Studenten der University of Victoria auch zwei Vertreter des Stammes an der Kampagne teil.
In den 1920er Jahren erwarb der Ire Digby de Burgh die Insel, der dort Schafe, Ziegen und Rinder weidete. Weitere Gebäude neben denen dieser Familie entstanden im Nordwesten der Insel. Etwa 80 ha der Inselfläche wurden Ende der 1980er Jahre agrarisch genutzt.

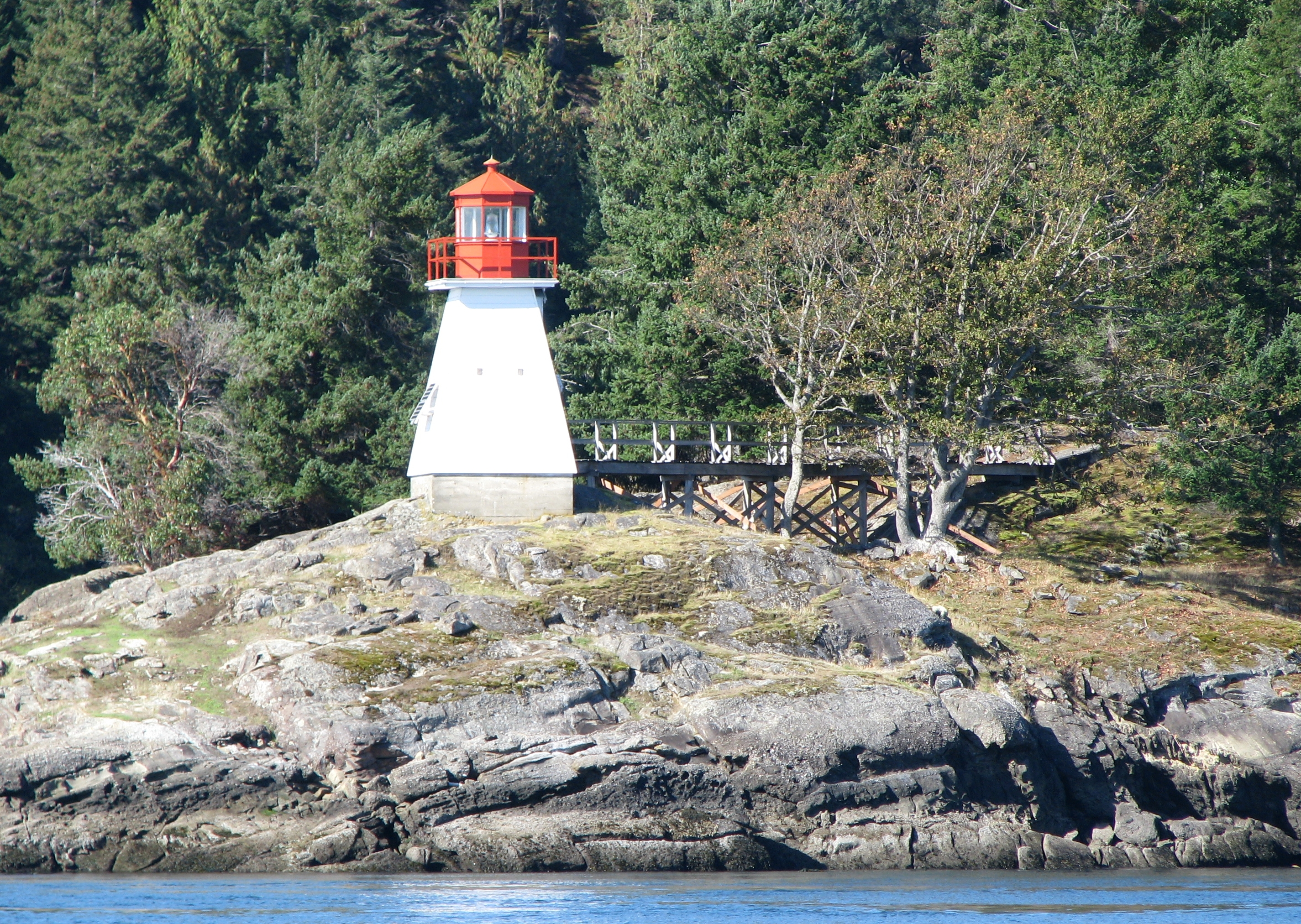
Das Portlock Point Lighthouse, ein 1895 errichteter Leuchtturm

1895 entstand am Ostende der Insel ein Leuchtturm, das Portlock Point Lighthouse, anstelle eines 1890 errichteten Leuchtfeuers.

## Flora und Fauna

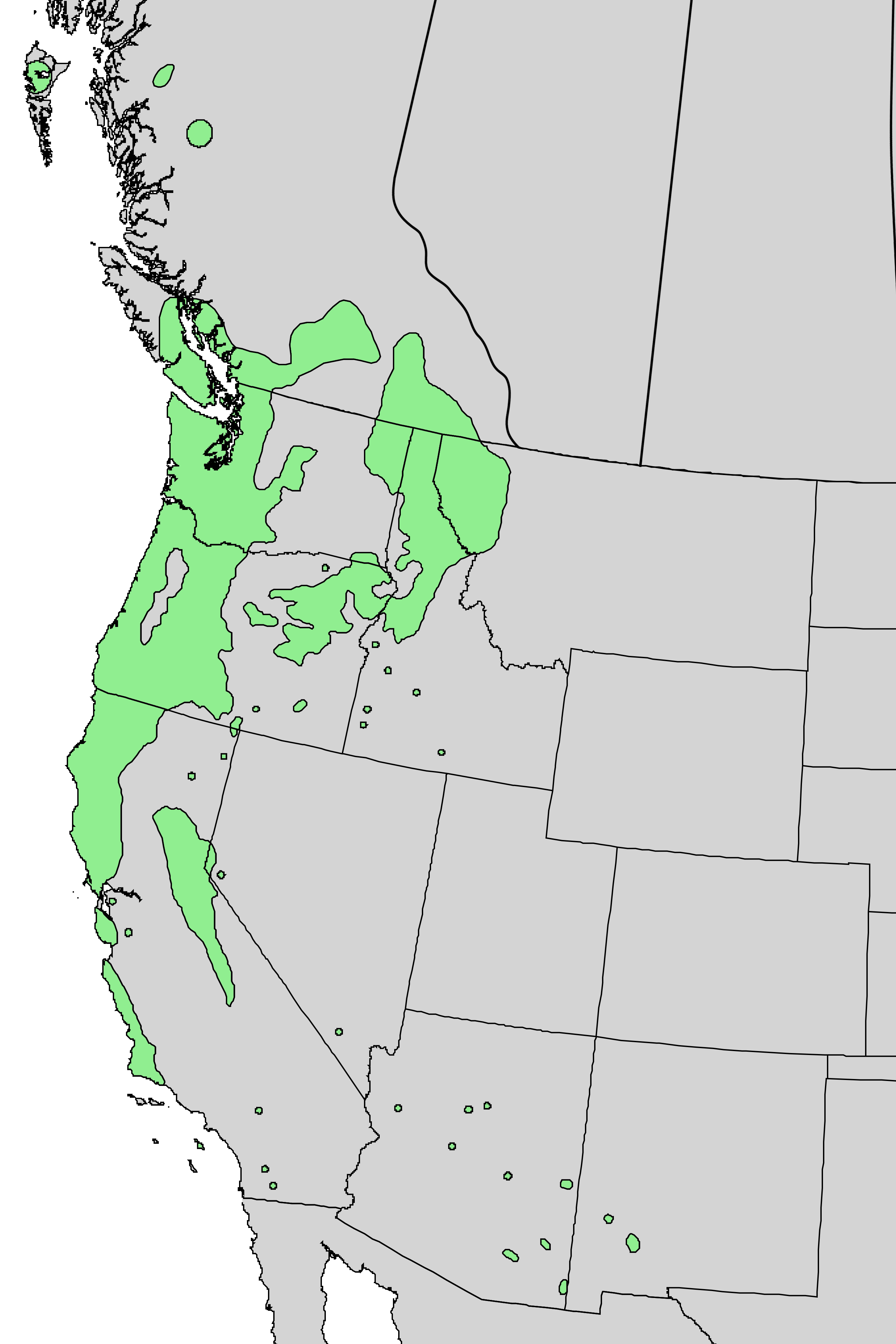
Verbreitungsgebiet der bitter cherry

An Laubbäumen finden sich auf der Insel Rot- oder Oregon-Erle (Alnus rubra), Großblättriger Ahorn (Acer macrophyllum), Westliche Balsam-Pappel (Populus balsamifera ssp. trichocarpa), dann Nuttalls Blüten-Hartriegel (Cornus nuttallii) und die zur Gattung Prunus zählende Prunus emarginata, hier bitter cherry genannt.